# Graf (prezime)
Graf je njemačko prezime.
Prezimena Graf ima danas najviše u Njemačkoj, Austriji i Švicarskoj.

## Etimologija
Graf ima više značenja, povijesno dolazi od grčke imenice γραφεύς (grafeus), što znači pisac, na hvatski prevedeno znači grof. Imenica Graf u njemačkom govornom području potječe od staronjemačke riječi grafio ili gravo koji vjerojatno dolaze od srednje latinske riječi graffio.

## Varijacije
Druge verzije prezimena u Njemačkoj: 
Graaf, Graaff, Graff, Grav
- Na drugim jezicima:

 Earl, eng.  Comte, fra.  Grof hrv.
 Conte tal.  Conde špa.  Hrabě češ.
| Graf       | Osoba | Zastupljenost |
| Njemačka   | 50789 | 92.           |
| Austrija   | 3611  | 42.           |
| Švicarska  | 16597 | 19.           |
| Nizozemska | 4831  | x.            |
| Belgija    | 413   | x.            |
| Hrvatska   | 90    | x.            |
| SAD        | 19009 | 1988.         |

## U Hrvatskoj
U prošlih sto godina rođeno ih je razmjerno najviše u Vukovaru. U Hrvatskoj danas živi oko devedeset Grafa u oko četrdesetpet domaćinstava. Sredinom prošlog stoljeća bilo ih je približno sto, pa se njihov broj do danas čak nešto i smanjio.

## Poznate osobe prezimena Graf

### A
- Alesia Graf (1980. – 2024.), bjeloruska boksačica
- Alexander Graf (arhitekt) (1856. – 1931.), austrijski arhitekt
- Alexander Graf (* 1962.), njemački glumac
- Andreas Christoph Graf (1701. – 1776.), njemački autor
- Angelika Graf (* 1947.), njemačka političarka (SPD)
- Anton Graf (1811. – 1867.), njemački teolog
- Antonie Graf (1845. – 1929.), austrijska autorka
- Arturo Graf (1848. – 1913.), talijanski pjesnik

### B
- Béatrice Graf (* 1964.), švicarska jazz glazbenica
- Benno Graf (1908. – 1977.), njemačka političar (CSU, DP)
- Bernhard Graf (* 1988.), austrijski skijaš

### C
- Charly Graf (* 1951.), njemački boksač
- Christian Graf (1821. – 1898.), švicarski lječnik i političar
- Christian Ernst Graf (1723. – 1804.), njemački skladatelj
- Clara-Maria Graf (* 1987.), njemačka glumica
- Claudius Graf-Schelling (* 1950.), švicarski političar (SP)
- Conrad Graf (1782. – 1851.), njemački graditelj instrumenata s tipkama

### D
- David Graf (* 1950.), američki glumac
- Dominik Graf (* 1952.), njemački režiser

### E
- Ernst Otto Graf (1877. – 1940.), švicarski političar
- Eugen Graf (1873. – 1923.), njemački političar
- Eva Graf, njemačka stolnotenisačica

### F
- Ferdinand Graf (1907. – 1969.), austrijski političar (ÖVP)
- Friedrich Hartmann Graf (1727. – 1795.), njemački skladatelj

### G
- Gerhard Graf (1921. – 1962), njemački nogometaš i trener

### H
- Haakon Graf (* 1955.), norveški pianista

### I
- Ingo Graf (* 1938.), njemački pjevač zabavnih melodija

### J
- Johann Graf (~1684. – 1750.), njemački skladatelj

### K
- Karl Graf (skijaš) (1904. – 1993 ), švicarski skijaš
- Karl Heinrich Graf (1815. – 1869.), njemački teolog i orientalist

### L
- Ludwig Ferdinand Graf (1868. – 1932.), austrijski slikar

### M
- Margit Graf (* 1951.), austrijska sanjkačica
- Maria Graf (* 1956.), njemačka harfistica
- Martin Graf (* 1960.), austrijski političar i 3. predsjednjik državnog vijeća Austrije

### N
- Nico Graf (* 1985.), njemački biciklista

### O
- Oskar Graf (1882. – 1942.), njemački političar (SPD)
- Oskar Maria Graf (1894. – 1967.), njemački autor

### P
- Peter-Lukas Graf (* 1929.), švicarska flautistica

### R
- Roger Graf (* 1958.), švicarski autor

### S
- Steffi Graf (* 1969.), bivša njemačka tenisačica

### W
- Willi Graf (1918. – 1943.), njemački antifašist

## Grb
Postoje preko 700 raznih grbova obitelji Graf. Većina ljudi koristi grb bavarske grane obitelji Graf iz Nördlingena (njem. Ratsherrenfamilie Graf aus Nördlingen) koji je jedini opisan u knjizi Rietstap's Armorial General.